# 豫莎劇
豫莎劇，是指將莎士比亞的作品改編成豫劇的劇本，並於舞臺演出的作品。
目前在臺灣有過《約╱束》、《量 ‧ 度》、《天問》三部豫莎劇，其原作品是《威尼斯商人》、《一報還一報》、《李爾王》。

## 臺灣莎劇的戲曲改編
豫莎劇是臺灣首次以主題性、系統性製作於舞臺演出的作品類型的統稱。臺灣近20年來計有70餘部由不同劇種改編莎士比亞的舞臺戲劇作品。臺灣第一個以莎士比亞劇本作改編的戲曲作品是1981年大鵬劇隊的《席》（改編自《椅子》），後續有1986年當代傳奇劇場的《慾望城國》（改編自《馬克白》)、2001年當代傳奇劇場《李爾在此》（改編自《李爾王》)、2003年國立臺灣藝術學院畢業公演《李爾王》（改編自《李爾王》）等諸多作品，由於各劇團在經費、人力、理念、目標的不同考量，所以此類改編莎士比亞戲劇作品大多是零星出現，缺乏整體製作脈絡可以依循的規則。

## 計劃與執行
以豫莎劇主題製作的劇本，依據豫劇板式、聲腔改編，並非純粹的語言翻譯。臺灣大學彭鏡禧教授、國立臺灣師範大學陳芳教授依據情節和故事背景，讓劇本內含更多的創造力，原著的抒情段落也可改寫成曲唱、身段表演、念白鋪陳等形式來呈現。依據劇本改編的核心主軸，表演呈現方面由台南人劇團呂柏伸擔任導演，演出團隊是國立傳統藝術中心臺灣豫劇團。
在整體的思想脈絡和呈現都有一個主體原則，陳芳教授於2023年3月發表的〈變形記──當莎士比亞遇到戲曲，臺師大陳芳帶你看懂當代莎戲曲的異化與創新〉專欄、2012年出版《莎戲曲─跨文化改編與演繹》、張瑛著作的《中國的，莎士比亞的--莎士比亞戲劇在當代中國的跨文化改編》等，皆對豫莎劇跨文化改編進行論述和研究。臺灣第一部豫莎劇是2009年的《約╱束》，改編自《威尼斯商人》（The Merchant of Venice），原著出版於1600年，1913年在中國演出，是最早在中國演出的莎劇。《約╱束》以三個事件：彩匣、一斤肉契約、定情婚戒，表達主題約束，卻又難以約束的情節，作為劇名訂定的依據。該劇曾參與英國第4屆莎士比亞雙年會展演，2011年於美國第39屆莎士比亞年會演出，及美國密西根大學、斯克蘭頓大學等地巡演。《量 ‧ 度》改編自《一報還一報》（Measure for Measure），以「情、理、法」三方進行辯證，從多元面相對宗教、人性和法律等進行觀察，是一個社會問題劇的呈現。《天問》改編自《李爾王》（King Lear），該劇將主角性別從男性變為女性，由臺灣豫劇皇后王海玲扮演李爾王，結合豫劇唱腔與戲曲身段，呈現王者在權力轉移與下放後，體悟人情世故的心境變化。